# Hensmania
Hensmania là một chi thực vật có hoa trong họ Asparagaceae.